# Schloss Imolkam

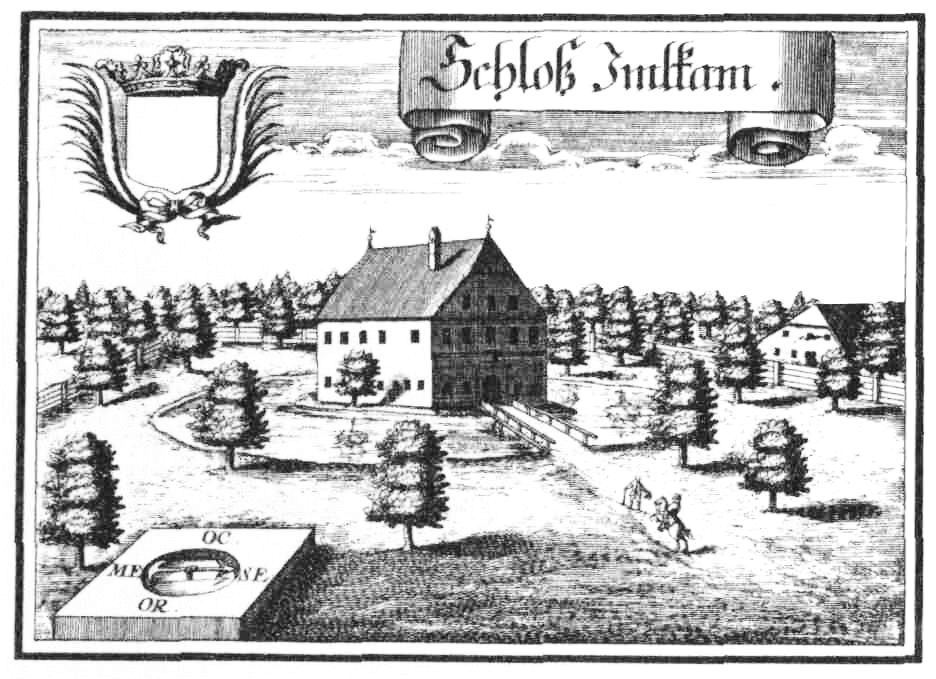
Schloss Imolkam nach einem Kupferstich von Michael Wening von 1721

Das abgegangene Schloss Imolkam (auch Imolkhamb oder Imlkam genannt) befand sich südöstlich der Gemeinde Polling im Innkreis im Bezirk Braunau am Inn von Oberösterreich.

## Lage
Die Lagestelle befand sich in der sogenannten „Schloßwiese“, wenige Meter südöstlich des Gasthauses Friedl (Stöcklwirt) in Imolkam 7 (Parzellen Nr. 1560 und 1533 des Franziszeischen Katasters). Die Substruktion des Schlosses konnte in den Orthobildern, die im Digitalen Oberösterreichischen Raum-Informations-System zur Verfügung gestellt werden, wiederentdeckt werden. Die Erdsubstruktion ist heute völlig nivelliert, aber im Orthobild deutlich erkennbar.
In Michael Wenings Historico-Topographica Descriptio schreibt Ferdinand Schönwetter 1721: 

„Dieses Schloß und Sitz Landgerichts Maurkirchen / Bistumbs Passau / gantz ebnen Lands / rund mit einem von Kärpfen besetzten Weyer eingefangen / jedoch unweit deß Wassers / Ach genannt / einer : anderer Seyts aber an die Ordinari-Landstraß / […] / hat schöne Baugründ und Wißmather.“

„Dieses Schloss und Ansitz des Landgerichts Mauerkirchen, auf einer Ebene, rundum mit einem mit Karpfen besetzten Weiher umfangen, jedoch unweit des Gewässers Ach auf der einen Seite, aber an der anderen Seite an die gewöhnliche Landstraße anschließend / […] / hat schöne Baugrundstücke und Wiesen“

## Geschichte
Urkundlich wird Imolkam erstmals 1240 als Imelchain genannt. Die Grafen von Imolkam starben um 1400 aus. Lange Jahre war das Schloss im Besitz der Familie Riederer. Danach gehörte es Wolf Siegmund Puechleitner. Von ihm erbte es sein Sohn Johann Wolf Puechleitner, kurfürstlicher Kämmerer in Köln, hochfürstlicher Passauer Rat und erblicher Truchsess. Von diesem erbte es dessen Witwe Evan von Puechleitner, geborene Freiin von Freyberg. Danach ging das Schloss über an Johann Adam Siegmund Puechleitner, der bayrischer Regimentsrat und Mautner zu Burghausen war. Nach dessen Tod wurde vor 1721 durch Heirat Johann Wilhelm Freiherr von Lützelburg zu Sunzig, Kurbayrischer Kämmerer, Obrist über ein Regiment zu Fuß und Pfleger und Kastner zu Schärding Besitzer des Schlosses. Danach gehörte es den Grafen von Aham. 1796 wird als Besitzer ein Wilhelm Ziegler genannt, dem ein M. Kastner folgte. Dann ging das Schloss an den Freiherrn Johann Wilhelm von Lützelburg, der noch 1848 im Besitz des Anwesens war. 

## Situation einst und jetzt
Nach einem Kupferstich von Michael Wening von 1721 war Imolkam ein zweigeschoßiges Gebäude mit einem Krüppelwalmdach, das in einem umgebenden Teich stand. Eine einfache Brücke führte zu dem Schlossportal. Zudem wurde das Schloss durch einen Plankenzaun geschützt, außerhalb dessen ein Bauernhof erkennbar ist.
Das Wasserschloss wurde nach 1830 abgerissen und das Material für das Gasthaus G. Raschhofer in Aspach verwendet.